# Tommaso Ghirelli
Tommaso Ghirelli (Forlì, 2 agosto 1944) è un vescovo cattolico italiano, dal 31 maggio 2019 vescovo emerito di Imola.

## Biografia
Nasce a Forlì, città capoluogo di provincia e sede vescovile, il 2 agosto 1944, da Clemente e Albertina Maccaferri; nello stesso giorno viene battezzato. La famiglia vive a Rocca San Casciano, allora nella diocesi di Modigliana.

### Formazione e ministero sacerdotale
Dopo gli studi primari e ginnasiali nelle scuole pubbliche, a 16 anni entra nel seminario dell'Opera Nazionale di Assistenza Religiosa e Morale degli Operai (Onarmo) di Bologna (1º ottobre 1960). L'istituto, intitolato a Santa Cristina, cura la formazione dei cappellani del lavoro. Frequenta il liceo e studia teologia nel Pontificio Seminario Regionale "Benedetto XV" (1960-68). In quegli anni compie diverse attività con i compagni di seminario, tra cui viaggi di studio all'Istituto del Prado di Lione (Francia) e la visita delle fabbriche del Bolognese e del Modenese accompagnando i cappellani del territorio.
Il 29 giugno 1969 è ordinato presbitero nella chiesa parrocchiale di Rocca San Casciano, dal vescovo Antonio Ravagli per la diocesi di Modigliana.
Con i superiori del seminario, inoltre, comincia il ministero negli ambienti delle fabbriche di Casalecchio di Reno. Dal luglio 1970 ogni anno trascorre un servizio di due settimane estive presso alcune case dell'Onarmo di Bologna. Al seminario Santa Cristina (trasformato nel frattempo in istituto) organizza corsi di formazione sociale e pastorale per sacerdoti e laici. 
Presso la Facoltà teologica interregionale di Milano consegue la licenza in teologia. Si laurea in scienze politiche all'Università di Bologna con una tesi sulla religiosità degli operai. Successivamente, dal 1977 segue i corsi di teologia morale presso la Pontificia Università Lateranense. Nel 1981 discute la tesi di dottorato dal titolo La liberazione del lavoro nelle Encicliche.
Esercita il suo ministero nell'arcidiocesi di Bologna, impegnato nella Pastorale di Animazione cristiana delle realtà temporali (parte importante dei rapporti tra fedeli laici e gerarchia ecclesiastica). Vicerettore dell'istituto Onarmo, nel 1979 è nominato vicario episcopale per il mondo del Lavoro. Il 31 marzo 1983 viene incardinato nell'arcidiocesi bolognese. Nel 1986 lascia le cariche precedenti per assumere la direzione dell'Istituto "Santa Cristina" e nel 1990 anche della annessa Scuola diocesana di formazione all'impegno sociale e politico. Dal 1988 è delegato regionale per l'Emilia-Romagna della pastorale sociale e del lavoro.

### Ministero episcopale
Il 18 ottobre 2002 papa Giovanni Paolo II lo nomina vescovo di Imola; succede a Giuseppe Fabiani, dimessosi per raggiunti limiti di età. Riceve l'ordinazione episcopale il 30 novembre successivo, nella cattedrale di Bologna, dal cardinale Giacomo Biffi, co-consacranti i vescovi Giuseppe Fabiani e Vincenzo Zarri. Il 15 dicembre successivo prende possesso della diocesi.
L'8 maggio 2003 firma il decreto di ricognizione delle reliquie di San Cassiano custodite nella cattedrale di Imola. Dà così avvio alle celebrazioni per quello che verrà poi chiamato "Anno Cassianeo", il 1700º anniversario del martirio di San Cassiano. Promuove la collaborazione con l'arcidiocesi di Ferrara-Comacchio e la diocesi di Bolzano-Bressanone per la commemorazione del comune patrono.
Il 25 settembre 2003 indice la prima visita pastorale, conclusa il 24 ottobre 2006.
Il 6 gennaio 2007 indice un sinodo diocesano, il 22º nella storia della Chiesa imolese (il precedente si era svolto nel 1938). Il sinodo, intitolato «Cristo e la Chiesa passione per l'uomo», si apre il 13 agosto 2009, dopo una fase preparatoria tenutasi nel 2007. I lavori durano quasi due anni: la quarta ed ultima sessione si conclude il 23 giugno 2011. Per la prima volta ai lavori dell'assemblea sinodale (composta da 241 membri) partecipano anche i laici, in conformità con lo spirito del Concilio Vaticano II.
Nel 2009 approva la ristrutturazione organizzativa del territorio della diocesi: 88 parrocchie sono raggruppate in 26 unità pastorali. Il disegno, approvato ad experimentum, è successivamente riconfermato con lievi modifiche.
Dal 2012 al 2019 è segretario della Conferenza episcopale dell'Emilia-Romagna; in seno alla Conferenza Episcopale Italiana, è membro della commissione episcopale per i problemi sociali e il lavoro, la giustizia e la pace.
Fra gli atti di magistero, si ricordano le lettere pastorali: Il coraggio di sposarsi (2005), Un polo formativo per volare alto sull'itinerario di formazione al sacerdozio e sulla formazione permanente di clero e laici (2008), Il coraggio di procreare (2012), e Dire Gesù. Linee guida per il biennio 2013-2015 (2013).
Nei suoi primi 15 anni di episcopato (2002-2017) ordina 13 sacerdoti. Nel 2014 con un suo decreto dichiara diocesana la biblioteca per il clero della diocesi fondata nel 1829 dal suo predecessore, il cardinale Giacomo Giustiniani.
L'8 marzo 2019 papa Francesco accetta le sue dimissioni da vescovo di Imola, presentate con qualche mese di anticipo rispetto al compimento del settantacinquesimo anno di età, ma gli chiede di restare in carica fino alla nomina del successore. Il 31 maggio diventa vescovo emerito; gli succede Giovanni Mosciatti, del clero di Fabriano-Matelica. Rimane amministratore apostolico della diocesi fino all'ingresso del successore, avvenuto il 13 luglio.

## Genealogia episcopale
La genealogia episcopale è:
- Cardinale Scipione Rebiba
- Cardinale Giulio Antonio Santori
- Cardinale Girolamo Bernerio, O.P.
- Arcivescovo Galeazzo Sanvitale
- Cardinale Ludovico Ludovisi
- Cardinale Luigi Caetani
- Cardinale Ulderico Carpegna
- Cardinale Paluzzo Paluzzi Altieri degli Albertoni
- Papa Benedetto XIII
- Papa Benedetto XIV
- Papa Clemente XIII
- Cardinale Marcantonio Colonna
- Cardinale Giacinto Sigismondo Gerdil, B.
- Cardinale Giulio Maria della Somaglia
- Cardinale Carlo Odescalchi, S.I.
- Cardinale Costantino Patrizi Naro
- Cardinale Lucido Maria Parocchi
- Papa Pio X
- Papa Benedetto XV
- Papa Pio XII
- Cardinale Eugène Tisserant
- Papa Paolo VI
- Cardinale Giovanni Colombo
- Cardinale Giacomo Biffi
- Vescovo Tommaso Ghirelli